# Erich Heinrich Biederbeck
Erich Heinrich Biederbeck (* 17. Mai 1914 in Hagen; † 17. Juni 2000 in Bremen) war ein deutscher Jurist in der Justiz, der Kommunalverwaltung und der Wirtschaft.

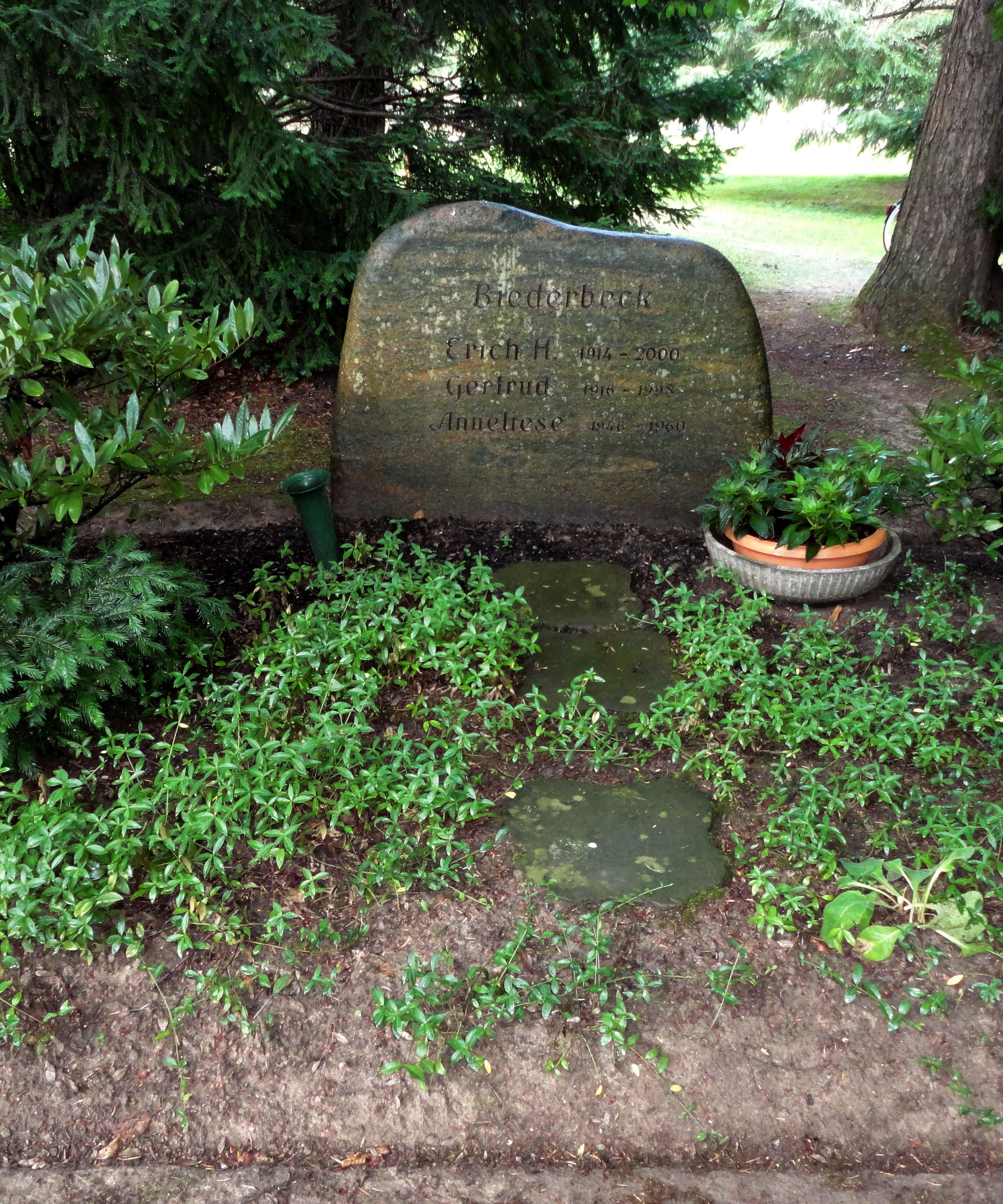
Göttingen, Stadtfriedhof Grab: Erich Heinrich Biederbeck

## Karriere
Biederbeck war zunächst Amtsgerichtsrat und Stadtdirektor in Hagen. Am 16. Juli 1959 wurde er mit den Stimmen der SPD und FDP zum Oberstadtdirektor von Göttingen gewählt. In seiner Amtszeit trat 1964 das Göttingen-Gesetz in Kraft. Mit der Eingemeindung von Geismar, Grone, Nikolausberg und Weende wurde Göttingen zur Großstadt. Am 31. August 1968 schied er aus dem Amt aus und wechselte als Vorstandssprecher der damaligen „Elektrizitäts-Aktiengesellschaft Mitteldeutschland“ (EAM) nach Kassel. Außerdem war er von 1974 bis 1983 Präsident der Industrie- und Handelskammer Kassel.
Während seines Studiums in München wurde er 1934 Mitglied der christlichen Studentenverbindung Münchener Wingolf und 1967 Philister des Göttinger Wingolf.

## Ehrungen
- 1968: Aureus Gottingensis – Ehrenmedaille der Georg-August-Universität Göttingen[3]
- 1968: Ehrenmedaille der Stadt Göttingen
- 1978: Großes Verdienstkreuz der Bundesrepublik Deutschland[4]